# Massanutten Military Academy
Pour les articles homonymes, voir Massanutten.
La Massanutten Military Academy (MMA) est une école militaire mixte pour les élèves de la 5e à la 12e année à laquelle s'ajoute la première année universitaire. Elle est située à Woodstock, en Virginie, aux États-Unis,,. 

## Histoire
L'Académie militaire de Massanutten, du nom de la montagne voisine, a été créée par les le système presbytérien synodal de l'Église réformée en 1899. L'école a ouvert ses portes le 12 septembre 1899 avec 40 élèves, dont la moitié étaient pensionnaires. Dès le début, l'école a été étudiante, avec la première promotion en 1902 composée de 3 garçons et 3 filles. En 1905, le premier des deux événements importants de l'histoire de l'école s'est produit: Howard J. Benchoff a été nommé président de l'école. Il est resté en place pendant près de 5 décennies, avant de laisser sa place à son fils. Lantz Hall, la deuxième structure sur le terrain de l'académie, a été créée en 1907 et ouverte en 1909, pour accueillir une population croissante d'étudiants. 
La promotion 2017 comprenait 24 étudiants.

## Anciens élèves devenus célèbres
- Jack Ham, joueur de football américain professionnel; Panthéon du football universitaire et Panthéon du football professionnel
- Frank Mason (2012), basketteur professionnel des Kings de Sacramento
- Amiral Alfred C. Richmond, commandant de la Garde côtière des États-Unis (1954-1962)
- Mia Khalifa, célébrité Internet et ancienne actrice de films pornographiques